# Kawasaki Todoroki Stadium
Stadion Lekkoatletyczny Todoroki (jap. 等々力陸上競技場 Todoroki Rikujō Kyōgi-jō) – wielofunkcyjny stadion w mieście Kawasaki, w Japonii. Został otwarty w 1966 roku. Może pomieścić 26 000 widzów. Swoje spotkania rozgrywają na nim piłkarze klubu Kawasaki Frontale, dawniej grali na nim również zawodnicy Verdy Kawasaki oraz NKK SC. W latach 2011 i 2012 na stadionie odbyły się zawody lekkoatletyczne Seiko Golden Grand Prix. Na obiekcie rozegrano także mecz otwarcia oraz finał Mistrzostw Świata w futbolu amerykańskim 2007.